# San Sebastián Tutla (kommun i Mexiko)
San Sebastián Tutla är en kommun i Mexiko.   Den ligger i delstaten Oaxaca, i den sydöstra delen av landet, 400 km sydost om huvudstaden Mexico City. Antalet invånare är 16 241. Arean är 8,9 kvadratkilometer.
Terrängen i San Sebastián Tutla är platt åt nordväst, men åt sydost är den kuperad.